# بيرو أغوايو جونيور
بيدرو أغوايو راميريز (بالإسبانية: Perro Aguayo, Jr.)‏ (مواليد : 23 يوليو 1979 - 21 مارس 2015 ) مصارع محترف مكسيكي ومن أبرز مصارعي اللوتشا لايبريه المكسيكية. كان الابن الحقيقي للأسطورة المصارعة بيدرو أغوايو. بدأه مشواره في اتحاد كونسيخو مونديال دي لوتشا ليبري (CMLL) حيث كان قائد مجموعة لوس بيروس ديل مال في منتصف عام 2004. أصبح أغوايو ذو شهرة في المصارعة المهنية المكسيكية وبلغ ذروته خلال منافسات أغوايو مع ميستيكو وهيكتور غارزا. في أكتوبر 2008 ، غادر أغوايو الـ CMLL لبدء ترويجه المهني المستقل للمصارعة في اتحاد Perros del Mal Producciones ، الذي بني من أعضاء لوس بيروس ديل مال. في يونيو 2010 ، عاد أغوايو إلى لوتشا ليبري تربل إيه ورلد وايد AAA بعد غياب سبع سنوات لبدء قصة غزو تنطوي على مجموعته.
في 21 مارس 2015 ، توفي أغوايو على الفور أثر تعرضه لسكتة قلبية بعد كسر ثلاثة فقرات من عاموده الفقري. كان أغوايو يبلغ من العمر 35 عامًا. بعد وفاته ، أُدرج أسم أغوايو في قاعة مشاهير لأكبر اتحاد مصارعة في المكسيك وقاعة مشاهير في النشرة الإخبارية للمصارعة .

## الحياة السابقة
ولد بيدرو أغوايو راميريز في 23 يوليو 1979، في مكسيكو سيتي، ابن لوز راميريز وبيدرو أغوايو داميان، أو المصارع المحترف المعروف باسم الحلبة بيرو أغوايو. اشتهر عمه خيسوس راميريز أنخيل تحت اسم إدولو Ídolo وتنافس أبناء عمومته باسم إدولو I و إدولو II.

## مهنة المصارعة المحترفة
بدأ بيدرو أغوايو الظهور لأول مرة بشكل احترافي في سن 15 ، مع اتحادات المصارعة في المكسيك بالتدرج الزمني التالي:
- لوتشا ليبري تربل إيه ورلد وايد (1995–2003)
- كونسيخو مونديال دي لوتشا ليبري (2003-2008)
- عروض لوس بيروس ديل مال ثم العودة لإتحاد تربل إيه ورلد وايد (2008-2015)

## الوفاة
في 20 مارس 2015 ، صارع أغوايو كفريق مع مانيك ضد ري ميستيريو وإكستريمي تايغر في عرض مصارعة في تيخوانا ، باجا كاليفورنيا في المكسيك. خلال المباراة ، استخدم ميستيريو حركة المقص لدفع أغوايو خارج الحلبة ، لكن أغوايو عاد إلى الحلبة ، فقام ميستيريو بركل أغوايو على الظهر لإعداد حركته 619 حيث هبط أغوايو على الحبل الأوسط ( الموقف المناسب ل 619). ثم سقط مانيك على الحبل الأوسط بجانب أغوايو - عندما بدا أغوايو بفقدان الوعي ، هزه مانيك قليلاً لإيقاذه. قام ميستيريو بتنفيذ 619 ، لكنه لم يضرب أيًا من الخصوم. بينما استمرت المباراة ، حاول كوننان ، الذي كان في الحلبة ، إيقاذ أغوايو الذي يبدو عليه فاقدًا للوعي عن طريق هزه. استمرت المباراة ، حيث قام ميستيريو بالتحقق من أغوايو للفت انتباه الحكم. استمرت المباراة ، مع تثبيت ميستيريو مانيك وسط الحلبة بينما حاول كوننان مرة أخرى أيقاذ أغوايو.مع انتهاء المباراة ، ذهب العديد من الموظفين إلى أغوايو ، معتقدين أنه كان فاقدًا للوعي وبحاجة إلى مساعدة طبية. قام المسؤولون لاحقًا بإخراج أغوايو من الحلبة. عندما وصل المسعفون ، تم نقله إلى مستشفى المحلي ، حيث أعلن عن وفاته حوالي الساعة 1:00 صباح يوم 21 مارس.

## روابط خارجية
- بيرو أغوايو جونيور على موقع IMDb (الإنجليزية)
- بيرو أغوايو جونيور على موقع قاعدة بيانات الفيلم (الإنجليزية)
- بيرو أغوايو جونيور على موقع CageMatch worker (الإنجليزية)
- بيرو أغوايو جونيور على موقع قاعدة بيانات المصارعة على الإنترنت (الإنجليزية)
- بيرو أغوايو جونيور على موقع عالم المصارعة على الإنترنت (الإنجليزية)
- بيرو أغوايو جونيور على موقع عالم المصارعة على الإنترنت (الإنجليزية)

- ملف تعريف AAA